# Sugana
I Sugana furono una famiglia aristocratica trevigiana.

## Storia
I Sugana erano originari dell'omonima valle trentina, ma non ha fondamento quanto riferito da Giovanni Bonifacio, secondo il quale il loro capostipite, Franceschino, apparteneva ai signori di Caldonazzo e dovette fuggire a Treviso incalzato da Antonio della Scala; in città riuscì ad affermarsi mettendosi al servizio dei Carraresi.
La famiglia era invece di estrazione popolare e la fortuna le derivò dall'attività notarile: il più lontano esponente noto è un Bartolomeo, attivo a Spilimbergo tra il 1392 e il 1435. Fu suo figlio Cristoforo a trasferirsi nella più importante - e redditizia - Treviso. La professione fu esercitata con successo anche dal figlio di questi, Bartolomeo (attivo tra il 1441 e 1484), dai tre nipoti Alvise (dal 1472 al 1508), Girolamo (dal 1472 al 1509) e Cristoforo (dal 1479 al 1497) e da altri membri della casata sino al Settecento.
A conferma del prestigio raggiunto, va detto che il già citato Alvise fu sepolto, su iniziativa dei figli Bartolomeo e Vincenzo, nella chiesa di San Francesco, il pantheon dei Trevigiani dove già riposavano Francesca di Francesco Petrarca e Pietro di Dante Alighieri. Nel 1582, finalmente, vennero accolti nel Consiglio nobile della città.
Nel 1775 la famiglia ottenne dalla Serenissima il titolo comitale tramite l'erezione a contea dei loro possedimenti di Villorba e Spresiano.
Caduta la Repubblica di Venezia, il governo imperiale austriaco riconobbe la nobiltà (S.R. 1º agosto 1819) e il titolo comitale (S.R. 13 aprile 1829), rappresentata allora da Francesco di Girolamo e dai suoi figli. Lo stesso fece nel 1875 il Ministero dell'Interno del Regno d'Italia.

## Membri illustri
- Luigi Sugana (1857 - 1904), drammaturgo italiano.

## Luoghi e architetture
- Ca' Sugana, a Treviso;
- Palazzo Malvasia Sugana, a Treviso;
- Villa Reali Sugana Zeno Antonini Zen Grizzi Dal Fiume, a Sant'Artemio di Treviso;
- Villa Sugana, ad Arcade;
- Villa Sugana, a Spercenigo di San Biagio di Callalta;
- Villa Sugana Saltore Caccianiga, a Maserada sul Piave;
- Villa Paronetto Sugana, a Villorba.